# Алтунин, Валерий Степанович
Валерий Степанович Алтунин (22.03.1939 — 29.10.1998) — российский учёный в области гидротехники и мелиорации, член-корреспондент РАСХН (1993).

## Биография
Родился в Ташкенте. Окончил Московский гидромелиоративный институт (1961).
- 1958—1959 техник Кайракумской экспедиции АН Узбекской ССР
- 1960—1963 техник, с 1961 инженер института Гипросельэлектро (Москва)
- 1963—1977 аспирант, младший научный сотрудник, ассистент, доцент кафедры гидравлики и водоснабжения Московского института инженеров транспорта.
- 1977—1994 заместитель генерального директора по научной работе ПО Союзгипроводхоз (с 1990 г. ПО «Совинтервод»); одновременно доцент и профессор ВСХИЗО, директор Научно-исследовательского центра по водному хозяйству и экологии (c 1993 г.).

Доктор технических наук (1983), профессор (1985), член-корреспондент РАСХН (1993).
Сфера научных интересов — изучение морфологических характеристик и повышение устойчивости русел рек и каналов, экологическая безопасность гидротехнических сооружений и средств учета воды.
Организатор, президент (1992) Международной академии экологии и природопользования. Опубликовал более 100 научных трудов. Получил 18 авторских свидетельств на изобретения.
Книги:
- Деформация русел каналов. — М.: Колос, 1972. — 120 с.
- Мелиоративные каналы в земляных руслах. — М.: Колос, 1979.— 255 с.
- Современное состояние проблем устойчивости земляных каналов / соавт. Т. А. Алиев. — М., 1981. — 73 с.
- Эксплуатационная надежность гидромелиоративных систем / соавт.: Т. А. Алиев и др. — М.: Совинтервод, 1991. — 31 с.
- Контроль качества воды: справ. / соавт. Т. М. Белавцева. — М.: Колос, 1993. — 367 с.
- Защитные покрытия оросительных каналов / соавт.: В. А. Бородин и др. — М.: Агропромиздат, 1998. — 160 с.